# Vennan
Vennan är en sjö i Falu kommun i Dalarna och ingår i Dalälvens huvudavrinningsområde. Sjön har en area på 0,115 kvadratkilometer och ligger 131,1 meter över havet.

## Delavrinningsområde
Vennan ingår i det delavrinningsområde (672877-149926) som SMHI kallar för Utloppet av Toftan. Medelhöjden är 141 meter över havet och ytan är 30,25 kvadratkilometer. Räknas de 175 avrinningsområdena uppströms in blir den ackumulerade arean 2 010,22 kvadratkilometer. Lillälven (Tängerströmmen) som avvattnar avrinningsområdet har biflödesordning 2, vilket innebär att vattnet flödar genom totalt 2 vattendrag innan det når havet efter 227 kilometer. Avrinningsområdet består mestadels av skog (53 procent). Avrinningsområdet har 7,58 kvadratkilometer vattenytor vilket ger det en sjöprocent på 25 procent. Bebyggelsen i området täcker en yta av 0,18 kvadratkilometer eller 1 procent av avrinningsområdet.